# キンキホーム
キンキホームは、日本の不動産チェーンである。「キンキホーム」および「シティホーム」のブランドで事業を展開している。日本各地に地域会社やフランチャイズ形式で展開していたが、グループ離脱や地域会社の倒産により、現在は宮城県と広島県に本社を置く独立した法人によって運営されている。

## 概要
キンキホームは1979年に大阪府で設立された。大阪府や滋賀県の近畿地方、金沢市などにも店舗を構え、1990年代以降には近畿圏以外への出店とともに、独自の不動産情報誌「週刊LIFE賃貸住宅」を書店で販売するかたわら、「キンキホームへいらっしゃい」というフレーズが印象的なテレビCMの放映で知名度を高めた。
2019年6月19日、京都府京都市下京区に本社を置く「株式会社キンキホーム」が、自己破産手続きに入ったと報道された。負債総額は約2.5億円。
2024年9月9日、東京商工リサーチ京都支店が、滋賀県大津市に本社を置く「株式会社キンキホーム」「株式会社キンキホーム建物管理」が、6日までに事業を停止して破産申請の準備に入ったと発表した。ピーク時の2012年9月期には約7億3200万円の売上高があったが、同業他社との競合激化などで資金繰りが悪化したのが要因。

## CMキャラクター
- 横山ノック
- 若井小づえ・みどり
- マッハ文朱
- 沢田亜矢子
- 叶れい子
- 神戸みゆき
- 波田陽区
- 「ツキ子さん」[6] - 2010年以降[7]のCGアニメーションによるイメージキャラクター